# Sakai Hideyuki
Dans ce nom japonais, le nom de famille, Sakai, précède le nom personnel.
Sakai Hideyuki (坂井秀至), né le 23 avril 1973 au Japon, est un joueur de go professionnel japonais.

## Biographie
Sakai a obtenu un diplôme de médecin de l'université de Kyoto, avant de devenir professionnel. Pendant longtemps, il a été le plus fort joueur amateur au Japon. En 2000, il parvient à gagner le championnat du monde. La même année il devient professionnel à la Kansai Ki-in (fédération professionnelle séparée de la Nihon Ki-in), et obtient immédiatement le grade de 5e dan. En 2003, il gagne le championnat de la Kansai Ki-in. En 2004, il devient le challenger du titre Shinjin-O mais doit s'incliner face à Mizokami Tomochika. 
Enfin, en 2010, Sakai obtient son premier grand titre, en remportant le Gosei 3-2 contre Cho U. L'évènement est également historique pour la Kansai Ki-in qui obtient ainsi l'un des sept grands titres japonais, 29 ans après l'obtention du titre Oza en 1981 par Hashimoto Shoji.

## Titres
| Titre | Années |
| ----- | ------ |
| Total | 1      |
| Gosei | 2010   |